# Musikjahr 1604
Liste der Musikjahre

◄◄ | ◄ | 1600 | 1601 | 1602 | 1603 | Musikjahr 1604 | 1605 | 1606 | 1607 | 1608 | ► | ►►

Weitere Ereignisse
Dieser Artikel behandelt das Musikjahr 1604.

## Ereignisse
- Giulio Caccini formt mit seiner zweiten Frau Margherita della Scala, seinen Töchtern Francesca und Settima und seinem Sohn Pompeu ein berühmtes Gesangsensemble, das von September 1604 bis Juni 1605 Konzertreisen bis an den französischen Königshof in Paris unternimmt.
- Johannes Eccard wird 1604 offiziell zum Kapellmeister des Markgrafen Georg Friedrich von Ansbach in Königsberg ernannt.
- Géry de Ghersem, der bis zum August 1604 in der Stellung des Vizekapellmeisters der spanischen königlichen Kapelle verblieb, kehrt in diesem Monat in die Niederlande nach Tournai zurück; der Tournaier Geschichtsschreiber Catullius schreibt dazu, dass dies entweder aus Heimweh geschah oder aus der Enttäuschung darüber, dass der jüngere Mateo Romero und nicht er zum Kapellmeister ernannt worden war.
- Hans Leo Haßler übersiedelt 1604 nach Ulm, wo er am 1. März 1605 die Kaufmannstochter Cordula Claus heiratete. Während seiner Ulmer Zeit von 1604 bis 1608 entstehen seine geistlichen Werke.
- Robert Johnson wird Lautenist der königlichen Private Musick von Jakob I.
- Thomas Mancinus, der im Dezember 1583 zum Kapellmeister bei Herzog Heinrich Julius von Braunschweig-Wolfenbüttel ernannt wurde, hält diese Stellung in Wolfenbüttel bis 1604.
- Claudio Merulo stirbt nach kurzer schwerer Krankheit am 5. Mai 1604. Er erhält ein Staatsbegräbnis und wird in der Kathedrale von Parma an der Seite von Cipriano de Rore begraben.
- Giovanni Maria Nanino, der am 28. Oktober 1577 nach bestandener Aufnahmeprüfung als Tenor in den Chor der renommierten päpstlichen Kapelle, der Cappella Pontificia, aufgenommen wurde, wird 1604 zum zweiten Mal nach 1598 durch seine päpstlichen Sängerkollegen zum Kapellmeister gewählt.
- Cesare Negri veröffentlicht 1604 in Mailand sein Buch Nuove Inventioni di Balli.
- Ercole Pasquini, der am 6. Oktober 1597 offiziell zum Organisten der Cappella Giulia im Petersdom ernannt wurde, bekleidet zusätzlich ab Sommer 1604 den gleichen Posten an Santo Spirito in Sassia.
- Orazio Vecchi, der seit 1593 Domkapellmeister in Modena war, wird 1604 auf Grund einer Intrige seines Postens enthoben.

## Instrumental- und Vokalmusik (Auswahl)
- Gregor Aichinger – Lacrimae D. Virginis et Ioannis in Christum à cruce depositum..., Augsburg: Johannes Praetorius
- Simon Amorosius – Motette Cantabant sancti canticum, in: Melodiae sacrae, Krakau: Wincenty Lilius
- Adriano Banchieri – Il Zabaione musicale inventione boscareccia, erstes Buch der Madrigale zu fünf Stimmen, Mailand: Simon Tini & Filippo Lomazzo
- Thomas Bateson – The first set of English Madrigales: to 3. 4. 5. and 6. voices
- Lodovico Bellanda – Sacrae cantiones zu drei, vier und fünf Stimmen, Venedig: Ricciardo Amadino
- Joachim a Burck – Ein schön geistlich Lied, genommen aus dem 19. Capitel des Buchs Jobs, von der Aufferstehung Jesu Christi zu vier Stimmen, Erfurt: Johann Beck

- Jean de Castro

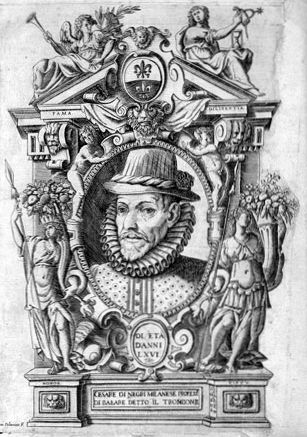
Abbildung Cesare Negris in seinem Buch Nuove Inventioni di Balli, 1604

  - Recueil de chansons zu drei Stimmen, Douai
  - Sonnets zu drei Stimmen, Douai
  - Tricinia zu drei Stimmen, Douai
- Christoph Demantius – Nuptiis Dn. Iohannis Salvelderi cum matrona Anna Hornia zu sechs Stimmen, Dresden: Johann Bergen (Epithalamium)
- John Dowland – Lachrimae, or Seaven Teares figured in seaven passionate pavans, with divers other pavans, galliards and allemands, set forth for the lute, viols or violins, in five parts, London: John Windet
- Johannes Eccard – Liedlein (Gar offt thut mancher klagen) zu fünf Stimmen, Königsberg: Georg Neykken (Epithalamium)
- Christian Erbach
  - Modorum sacrorum sive Cantionumzu vier bis neun Stimmen, Liber 2, Augsburg: Johann Praetorius
  - Modorum sacrorum tripertitorum zu fünf Stimmen, Teil 1, Dillingen: Adam Meltzer
- Alfonso Fontanelli – zweites Buch der Madrigale zu fünf Stimmen, Venedig: Angelo Gardano (anonym veröffentlicht)
- Johannes de Fossa – Maria zart zu fünf Stimmen, in: Bernhard Klingenstein, Rosetum Marianum, Dillingen
- Melchior Franck
  - zweites Buch der sacrae melodiae zu vier bis zwölf Stimmen, Nürnberg: Konrad Baur
  - drittes Buch der sacrae melodiae zu drei und vier Stimmen, Coburg: Justus Hauck
  - Deutsche Weltliche Gesäng und Täntze zu vier, fünf, sechs und acht Stimmen, Coburg: Justus Hauck
- Marco da Gagliano – zweites Buch der Madrigale zu fünf Stimmen, Venedig: Angelo Gardano
- Giovanni Giacomo Gastoldi – Concerti Musicale, con le sue sinfonie a 8 voci
- Ruggiero Giovannelli – zweites Buch der Motetten zu fünf Stimmen, Venedig: Angelo Gardano
- Thomas Greaves – Songs of Sundrie kinds ... Madrigalles, for five voyces
- Adam Gumpelzhaimer – Psalmus LI Octo vocum

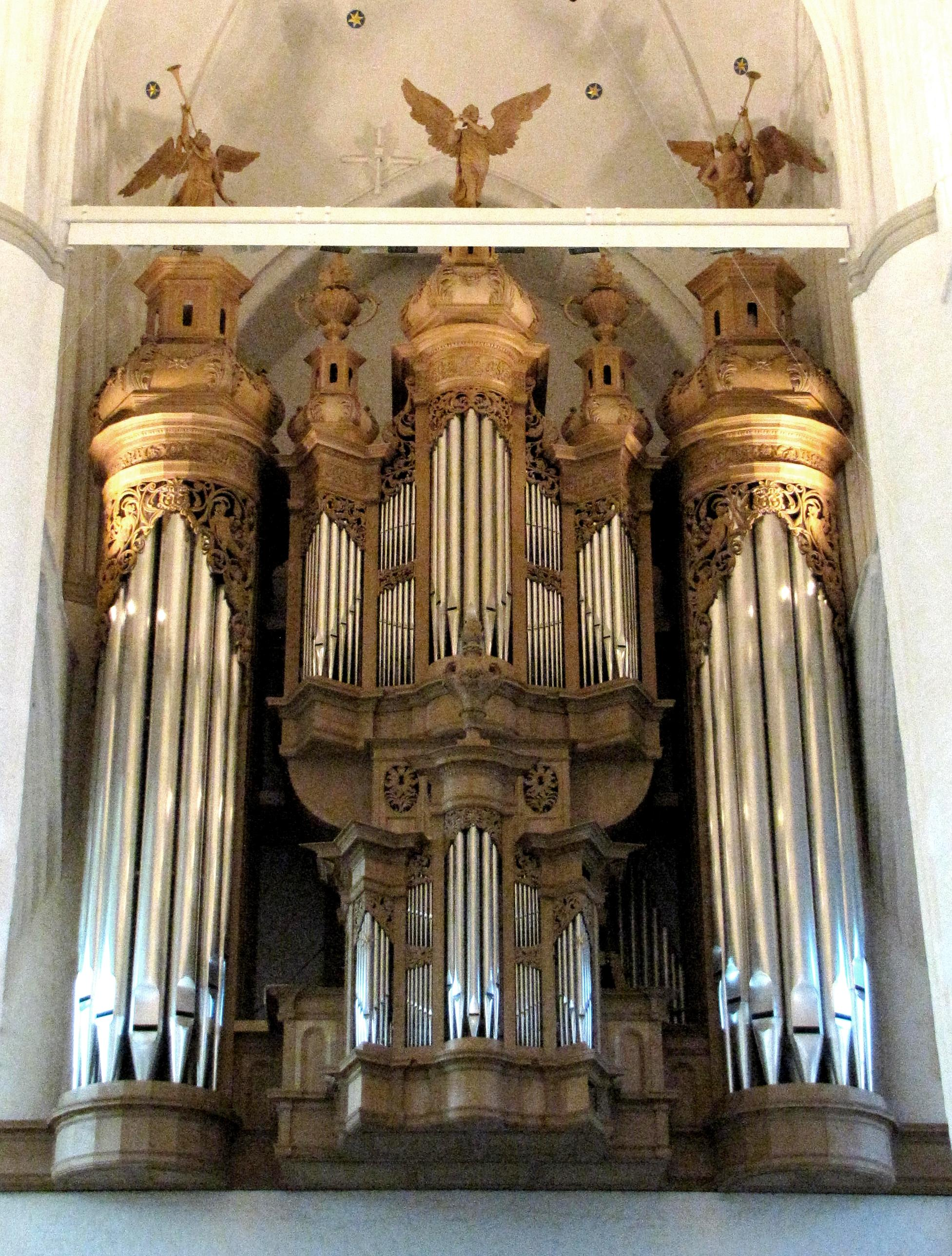
Orgel der Kirche St. Katharinen, Hamburg aus dem Jahr 1604

- Cesario Gussago – erstes Buch der sacrae cantiones zu acht Stimmen, Venedig: Ricciardo Amadino
- Konrad Hagius – Neue Deutsche Tricinien zu drei Stimmen oder Instrumenten, Frankfurt: Wolfgang Richter für Johann Spiess
- Valentin Haussmann – Neue Intrade
- Johannes Hieronymus Kapsberger – Libro primo d’intavolatura di chitarrone, Venedig
- Carl Luython
  - Lamentationen zu sechs Stimmen, Prag: Georg Nigrinus
  - Opus musicum […], in: Lamentationes Hieremiae prophetae, Prag
- Luzzasco Luzzaschi – siebtes Buch der Madrigale zu fünf Stimmen, Venedig: Giacomo Vincenti
- Tiburtio Massaino
  - erstes Buch der Madrigale zu sechs Stimmen, Venedig: Angelo Gardano
  - zweites Buch der Madrigale zu sechs Stimmen, Venedig: Giacomo Vincenti
- Ascanio Mayone – Il primo libro di madrigali zu fünf Stimmen, Neapel: Giovanni Battista Sottile
- Leonard Meldert
  - Messe Nr. 1, Ave maris stella, Orvieto
  - Messe Nr. 2, Orvieto
  - Messe Nr. 3 Lauda Syon, Orvieto
- Claudio Merulo
  - Toccate d’intavolatura d’organo, Libro II, Rom: Simone Verovio
  - Madrigali a 5: Libro I (1566), Libro II (1604) Venedig: Angelo Gardano
- Rogier Michael
  - Hochzeitsgesang Purpureum ver flores protulit zu zwölf Stimmen
  - Hochzeitsgesang Freue dich des Weibes deiner Jugend zu acht Stimmen, Leipzig
- Simone Molinaro – erstes Buch der Motetten zu fünf Stimmen, Mailand: Agostino Tradate
- Annibale Padovano – Toccate et ricercari d'organo, Venedig: Angelo Gardano (posthum veröffentlicht)
- Benedetto Pallavicino – Madrigali a cinque voci, di nuovo stampati et corretti [= Libro 4 und 5], Antwerpen
- Ercole Pasquini – Madrigale spirituale M’empio gli occhi di pianto, auf einen Text von Angelo Grillo
- Enrico Antonio Radesca – erstes Buch der Messen zu vier Stimmen, Mailand: Simon Tini & Filippo Lomazzo
- Jakob Regnart – eine Motette zu fünf Stimmen, in: Rosetum Marianum zu fünf Stimmen, Dillingen
- Franz Sales – eine Komposition, in: Rosetum Marianum zu fünf Stimmen, Dillingen
- Lambert de Sayve – Motette Maria rein mit dein Sohn gmein, in: Rosetum marianum zu fünf Stimmen, Dillingen
- Melchior Schramm – Mariaarianum, Dillingen
- Orfeo Vecchi – Scielta de madrigali zu fünf Stimmen, Mailand: Simon Tini Erben & Francesco Lomazzo (postum)
- Lodovico Grossi da Viadana
  - Psalmi omnes ad Vespera zu fünf Stimmen, op. 13, Venedig
  - Officium ac Missa Defunctorum zu fünf Stimmen, op. 15, Venedig
- Melchior Vulpius – Kirchen Geseng und Geistliche Lieder D. Martini Lutheri und anderer frommen Christen

## Geboren

### Geburtsdatum gesichert
- 16. Januar: Loreto Vittori, italienischer Opernsänger und Komponist († 1670)
- 28. Juni: Heinrich Albert, deutscher Liederdichter und Komponist († 1651)
- 15. November: Davis Mell, englischer Uhrmacher und Violinist († 1662)
- 06. Dezember: Johann Bach, deutscher Komponist, Großonkel von Johann Sebastian Bach († 1673)
- 07. Dezember: Ambrosius Reiner, deutscher Hofkapellmeister und Komponist († 1672)

### Genaues Geburtsdatum unbekannt

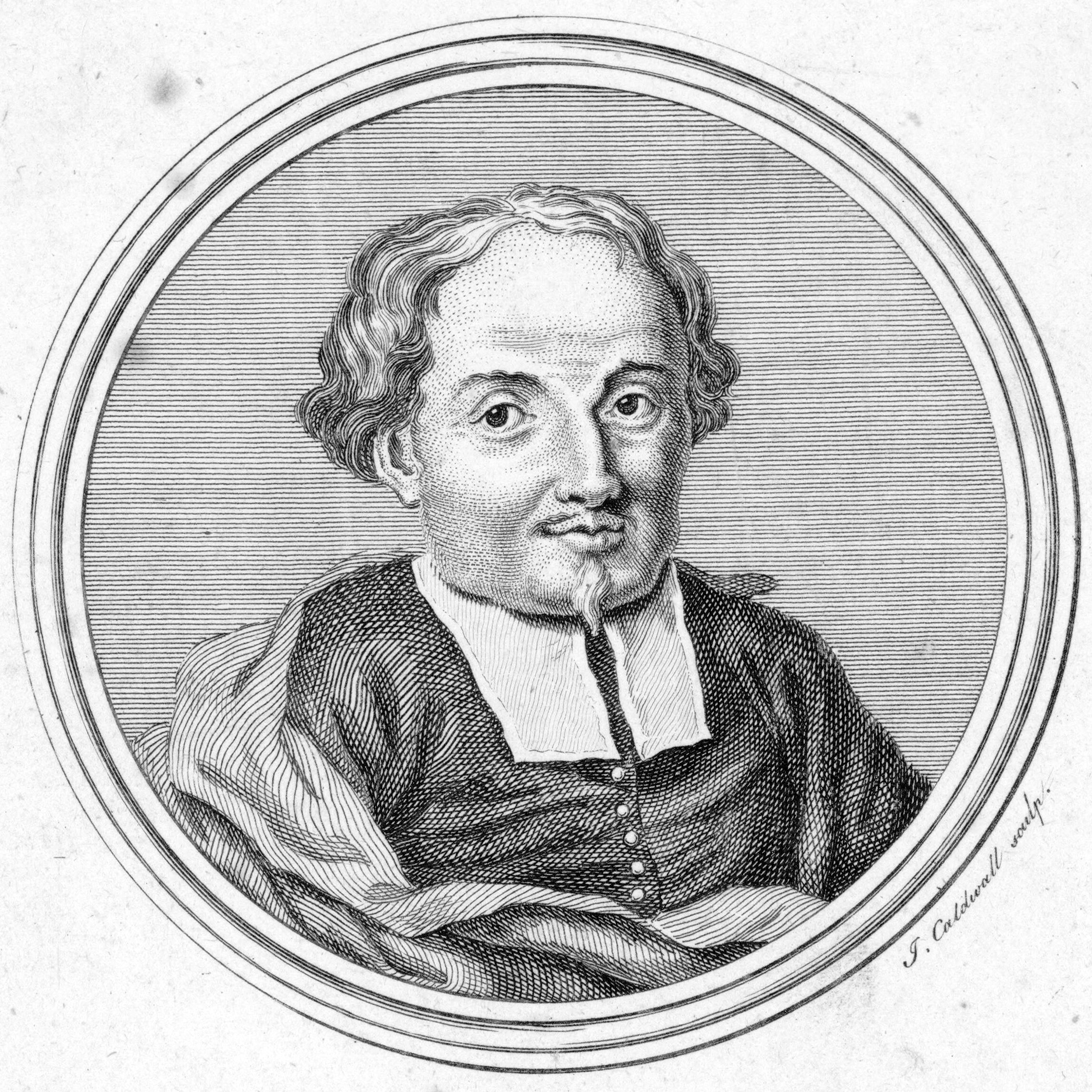
Francesco Foggia

- Francesco Foggia, italienischer Komponist des Barock († 1688)

## Gestorben

### Todesdatum gesichert
- 17. Januar: Santino Garsi da Parma, italienischer Lautenist und Komponist (* 1542)
- 10. Februar: Cyriacus Spangenberg, deutscher evangelischer Theologe, Kirchenlieddichter und Historiker (* 1528)
- 20. Februar: Mateu Fletxa el Jove, katalanischer Komponist (* 1530)
- 00. Februar: Emmanuel Adriaenssen, flämischer Lautenist, Musikpädagoge und Komponist (* um 1554)
- 05. Mai: Claudio Merulo, italienischer Komponist und Organist (* 1533)
- 25. Mai: Cornelius Becker, deutscher lutherischer Theologe und Kirchenlieddichter (* 1561)
- 30. August: Giovenale Ancina, italienischer Priester und Komponist (* 1545)

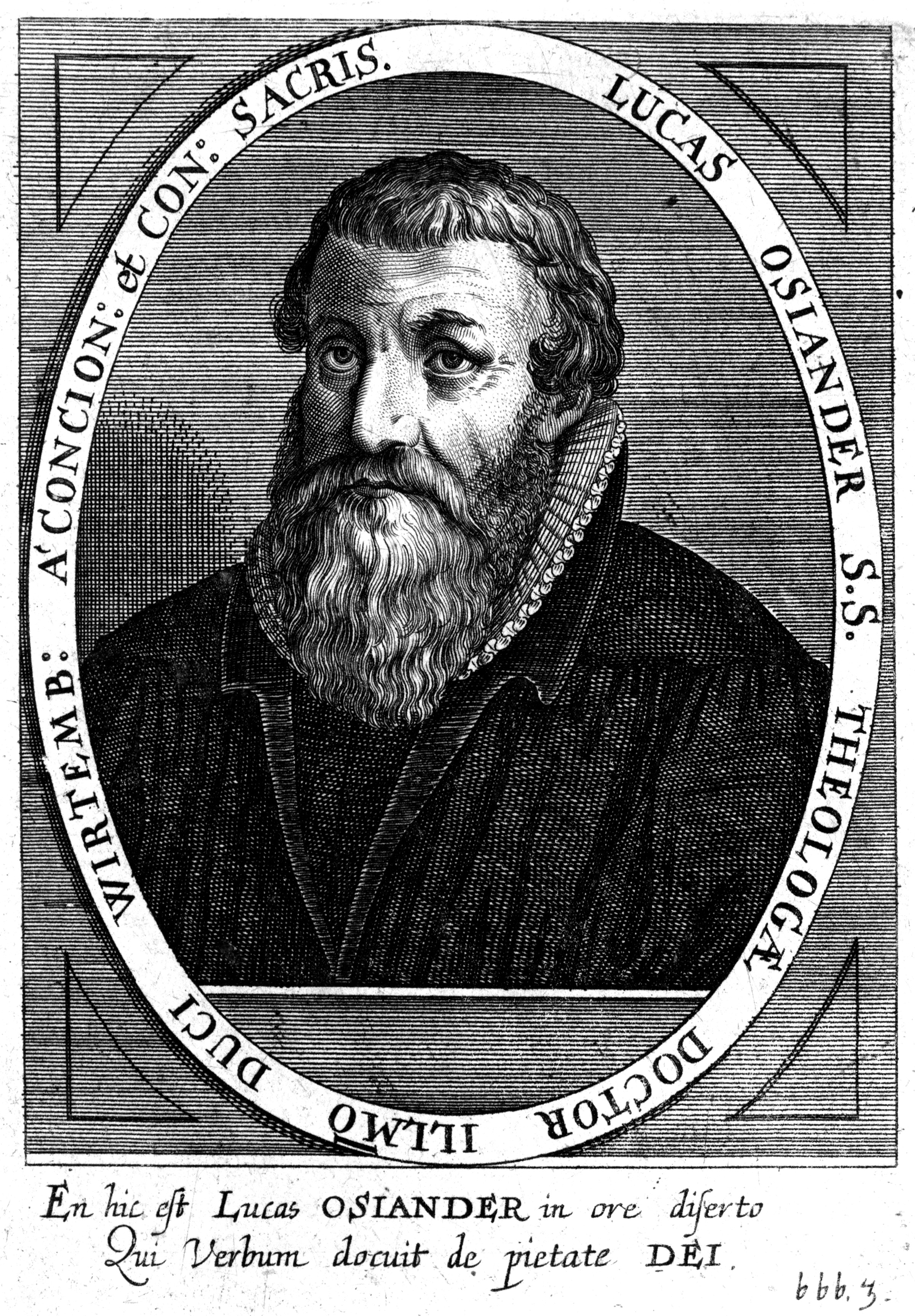
Lucas Osiander der Ältere; † 17. September

- 17. September: Lucas Osiander der Ältere, deutscher lutherischer Theologe, Kirchenlieddichter und Komponist (* 1534)

### Genaues Todesdatum unbekannt
- Ludovico Balbi, italienischer Sänger und Komponist (* um 1545)
- Johann Nesenus, norwegischer Komponist (* um 1550)
- Paul Oderborn, deutschbaltischer evangelischer Geistlicher, Superintendent und Kirchenlieddichter (* 1555)
- Sebastian Raval, spanischer Komponist (* um 1550)

### Gestorben nach 1604
- Simon Amorosius, polnischer Komponist (* um 1550)
- Conrad Neusidler, deutscher Lautenist und Komponist (* 1541)